# 發寒車站
發寒車站（日语：／ Hassamu eki */?）是一由北海道旅客鐵道（JR北海道）所經營的鐵路車站，位於日本北海道札幌市西區，是JR北海道函館本線沿線車站之一，屬於JR北海道本社（札幌總部）的直轄範圍，並委託由JR北海道的子公司——北海道JR服務網（北海道ジェイ・アール・サービスネット）代為經營。
名稱源自阿伊努語的「hacam-pet」，意思是灰椋鳥的河流。

## 車站結構
發寒車站內設有一對相對式月台共兩條乘車線。
車站本體採跨站式設計，其天橋部分除了跨越鐵路本身外，也連同跨越了位在鐵路兩側的一般道路，因此長度與規模比一般鐵路車站常見的跨線天橋巨大許多。然而，因橫跨公路與鐵路的天橋結構是由車站所在地札幌市政府方面出資興建管理，因此屬於JR北海道的車站本體部分佔地並不大。

### 月台配置
| 月台 | 路線      | 方向 | 目的地                       |
| ---- | --------- | ---- | ---------------------------- |
| 1    | ■函館本線 | 上行 | 手稻、小樽方向               |
| 2    | ■函館本線 | 下行 | 札幌、岩見澤、新千歲機場方向 |

## 相鄰車站
北海道旅客鐵道（JR北海道）
■函館本線
□Home Liner、■快速「機場」、「Niseko Liner」、■區間快速（札幌－手稻間快速）「石狩Liner」
通過
■普通（包含所有在札幌車站以東路段又改為快速或區間快速的列車）
稻積公園（S06）－發寒（S05）－發寒中央（S04）